# 息壤
息壤是中国古代传说中的一种神物，所谓“息壤”就是自己可以自动增生的土壤。用“息壤”修筑的堤坝，洪水长一米，堤坝也自动长一米。
方氏《通雅》：“息壤，坌土也。”汉代高诱注：“息土不耗减，掘之益多，故以填洪水。”《淮南子·地形训》谓：“禹乃以息土填洪水。”《山海经·海内经》记载：“洪水滔天，鲧窃帝之息壤以堙洪水，不侍帝命，帝令祝融杀鲧于羽郊。鲧腹生禹，帝乃命禹率布土以定九州。”郭璞注引《归藏·启筮》说：“滔滔洪水，无所止极，伯鲧乃以息石息壤，以填洪水。”《豳公盨》的銘文有“天命禹敷土，堕山浚川。”之句，《禹贡》載：“禹敷土，随山刊木，奠高山大川。”《尚书序》亦載：“禹别九州，随山浚川，任土作贡。”顾颉刚認為敷土就是以息壤堙塞洪水。
息壤的传说仍被保留，历代史不绝书。一說荆州古城留下的一处息壤遗迹，凡遇亢旱，發掘其地，必致雷雨滂沱。唐代李石《续博物志》说：“息壤在荆州南门外，状若屋宇陷土中，而犹见其脊。”柳宗元写《永州龙兴寺息壤记》：“永州龙兴寺东北陬有堂，堂之地隆然负砖甓而起者，广四步，高一尺五寸。始之为堂也，夷之而又高，凡持锸者尽死。永州居楚越间，其人鬼且。由是寺之人皆神之，人莫敢夷。”北宋朝苏东坡游历荆州，拜谒息壤祠，作《息壤歌》：“帝息此壤，以藩幽台。有神司之，随取而培。”。明朝時，在永州龙兴寺，“地如负瓮而起，皆为息壤”。万历八年（1580年），“余姚蒋劝能分部永州，有要人冀攘夺此寺为宅。……土功兴，执役者八人，一日尽死。未几，要人亦卒……闻者相共惊异。”清初，还有人见到过息壤。陈康祺说：“息壤之在荆州，自唐虞已有其迹，至今灵异昭然可见。”